# Mussaenda dasyphylla
Mussaenda dasyphylla är en måreväxtart som beskrevs av Friedrich Anton Wilhelm Miquel. Mussaenda dasyphylla ingår i släktet Mussaenda och familjen måreväxter. Inga underarter finns listade i Catalogue of Life.